# Socioeconomía
La socioeconomía o dimensión social de la economía  es una forma de clasificación del conocimiento de la teoría económica (o parte de la teoría), que nos permite ordenar su análisis e información estableciendo relaciones disciplinarias o comprender su interdisciplinariedad con las ciencias sociales. Aglomera los campos de estudio que estudian la interrelación de la economía con la sociedad, es decir, los campos de la ciencia económica que son propios de una caracterización o sistema categorial de una ciencia social. 
Campos internos dentro de la socioeconomía:
- Economía social
- Economía conductual
- Economía de la educación
- Economía de la salud
- Derecho y Economía
- Economía del desarrollo y Desarrollo económico
- Economía institucional
- Economía de género
- Economía de la paz
- Economía de conflictos
- Economía de la seguridad
- Economía del narcotráfico
- Historia económica
- Economía moral
- Ética financiera
- Economía del crimen
- Economía política
- Economía demográfica
- Economía de los medios de comunicación
- Economía de la cultura
- Economía de la religión
- Microfinanza
- Mercadotecnia social
- Economía de la discriminación[3]
- Economía de la desigualdad
- Economía de la pobreza
- Economía y Literatura[4][5]
- Economía y Lenguaje[6][7][8][9]
- Economía del deporte.
- Economía familiar[10][11][12]
- Economía del matrimonio[13][14]
- Economía de la identidad.[15]
- Economía animal.[16][17]
- Arte y Economía.[18]

Campos externos dentro de la socioeconomía:
- Sociología económica
- Antropología económica
- Psicología económica
- Geografía económica

## La socioeconomía como paradigma
La socioeconomía es un paradigma económico y social alternativo, y que es propuesto por Amitai Etzioni en su obra La Dimensión Moral de la Economía. Este sociólogo alemán contemporáneo fundó la Sociedad Mundial de Socioeconomía (SASE) en 1988.
Estudiando la sociedad y el comportamiento humano, proporcionando un criterio de bienestar y una preocupación por la desigualdad. Estableciendo un marco de análisis relacional. El contexto apropiado es el formado por la suma de relaciones múltiples que continuamente se dan entre tres ámbitos: entorno biofísico, entorno cultural y la economía.
Otras características del paradigma:
- En la propuesta socioeconómica los actores amoldan sus preferencias a los valores de la comunidad y a las circunstancias del momento.
- En la socioeconomía prima la cooperación responsable, que incluye esas dimensiones.
- La socioeconomía trata de explicar también de qué manera los condicionamientos morales y sociales influyen en comportamientos como el ahorro, los incentivos laborales, el comportamiento de los mercados, y la productividad.
- El poder de discrecionalidad. La idea de que los sujetos individuales saben lo que es mejor para ellos, está firmemente asentada. Los neoclásicos, a lo sumo, admiten que un sujeto puede algunas veces percibir erróneamente lo que es mejor para él, pero por razones de tipo práctico y de eficacia económica, es mejor admitir que los sujetos son efectivamente soberanos en el mercado.
- La respuesta de la socioeconomía es que el ejercicio de la libertad de elección es instrumental: un medio para conseguir un fin, y como tal ha de aceptarlo también la economía, por muy difícil que le sea entender el término "fin", o incorporar "complejidades externas" a un de por sí arduo quehacer.
- Tratar de solventar problemas complejos como el de los fines de las actuaciones humanas.